# Reflexo barorreceptor
O reflexo barorreceptor modula a circulação,  a partir de sensores de pressão hidrostática presentes em vasos sanguineos ou no coração. Existem receptores em territórios de alta pressão arterial, como no arco aórtico e nos seios carotídeos e em territórios de baixa pressão como nas grandes veias e em algumas câmaras cardíacas. A inervação dos barorreceptores transmite a informação ao sistema nervoso central, através do núcleo do trato solitário. O processamento da informação leva a aumento da atividade do sistema parassimpático e diminuição da atividade do sistema simpático. Os eventos finais deste arco reflexo são a diminuição da frequência cardíaca e vasodilatação periférica.